# Кузнецов, Владимир Георгиевич
Владимир Георгиевич Кузнецов (12 августа 1926) — советский хоккейный судья всесоюзного (1960) и международного (1962) уровней.

## Биография
Родился 12 августа 1926 года.
Судейской работой занимался в период с 1960 по 1970 гг., когда судил матчи высшей лиги. В период с 1963 по 1966 год был признан лучшим хоккейным судьёй СССР. Представлял общество «Буревестник» (Москва).
С 1970 года по момент выхода на пенсию работал на кафедре физического воспитания МОПИ имени Н. К. Крупской.